# 單車臨界量
單車臨界量，又名臨界量或臨界質量，指世界各都市舉辦的單車集結上街活動，通常是每個月的最後一個星期五舉辦一次，偶爾也會看到滑板、直排輪和溜冰鞋愛好者一起自發性地加入。活動最初的訴求是反應對單車騎士不友善的道路設計。時至今日，由於非官方領導的活動特性，它的訴求也越來越難以概括性地下定義，單車臨界量的目的也相當簡單地定義為直接行動——僅設定地點和時間，一群人相約都市騎乘單車。

## 背景
單車臨界量有自發性，非商業與非競賽三個基本定調，所有活動的走向都是非正式，同時沒有特定領導的模式，通常這樣子的活動也不會向主管單位申請活動許可。活動的規劃相當隨性，通常僅地點和時間是固定的，在某些地方可能會規劃固定的路線，終點以及途經觀光景點。參與者的目的各異，例如盛讚本身選擇單車為交通工具，享受無車的都市街道社交活動。
單車臨界量被視為是一種抗議活動，2006年某期《紐約客》（New Yorker）雜誌的文章形容紐約的單車臨界量為“每個月的政治抗議騎乘活動”，並將之歸類為社會運動。英國一個發表不少單車臨界量照片與內容的網路雜誌Urban75將這場活動形容為「單車騎士每個月爭取路權的抗議活動」。不過，活動的參與者堅持主張這些活動應該被視為是一種「慶祝」與隨性的群聚，不是抗議或者展示會。這樣子的主張也可以合法地解釋為何這個活動不需要事先向政府單位申請。
各地單車臨界量的活動內容各異，諸如舉辦的頻率與人次差異相當地大。例如許多較小的城市每月一次的活動僅20人不到，而相反的例子包括匈牙利的布達佩斯每年僅舉辦兩次（9月22日世界無車日與4月22日世界地球日），每次活動吸引上千上萬人的參與。據估計2007年4月22日布達佩斯的單車臨界量活動，大約有五萬名單車騎士參與。

## 歷史

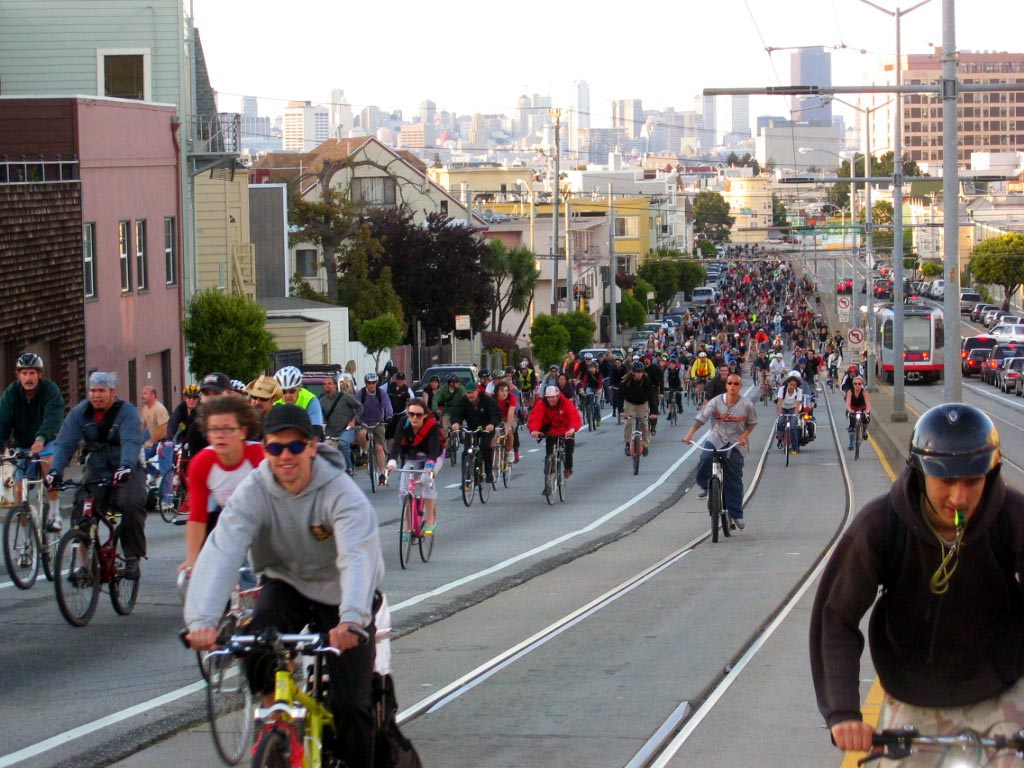
舊金山 2005年4月29日單車臨界量。

單車臨界量源自1992年9月25日傍晚6點的舊金山市區。當時這場最初被稱為“通勤凝結”（Commute Clot）的活動，由數十名在市中心市場街（Market Street）收到活動傳單單車騎士組成。
活動之後不久，一些參與者接著前往當地的單車店觀賞Ted White的紀錄片“Return of the Scorcher”（風火輪大反擊），一部關於世界各地單車文化的影片。片中美國人力交通工具與三輪車設計師喬治·布里斯提到，“在中國，如果在沒有交通號誌的路口，單車騎士與一般駕駛有種默契，每邊等待的車次要一直累積到一定的‘臨界量’之後才會集體前進。”至此“臨界量”成為第二次活動的正式名詞。
當第四次舉辦這個活動的時候，大約已經有一百名參與者，日後的活動參與人次逐次增加，如今平均每場活動都會有一千名左右的騎士上路。

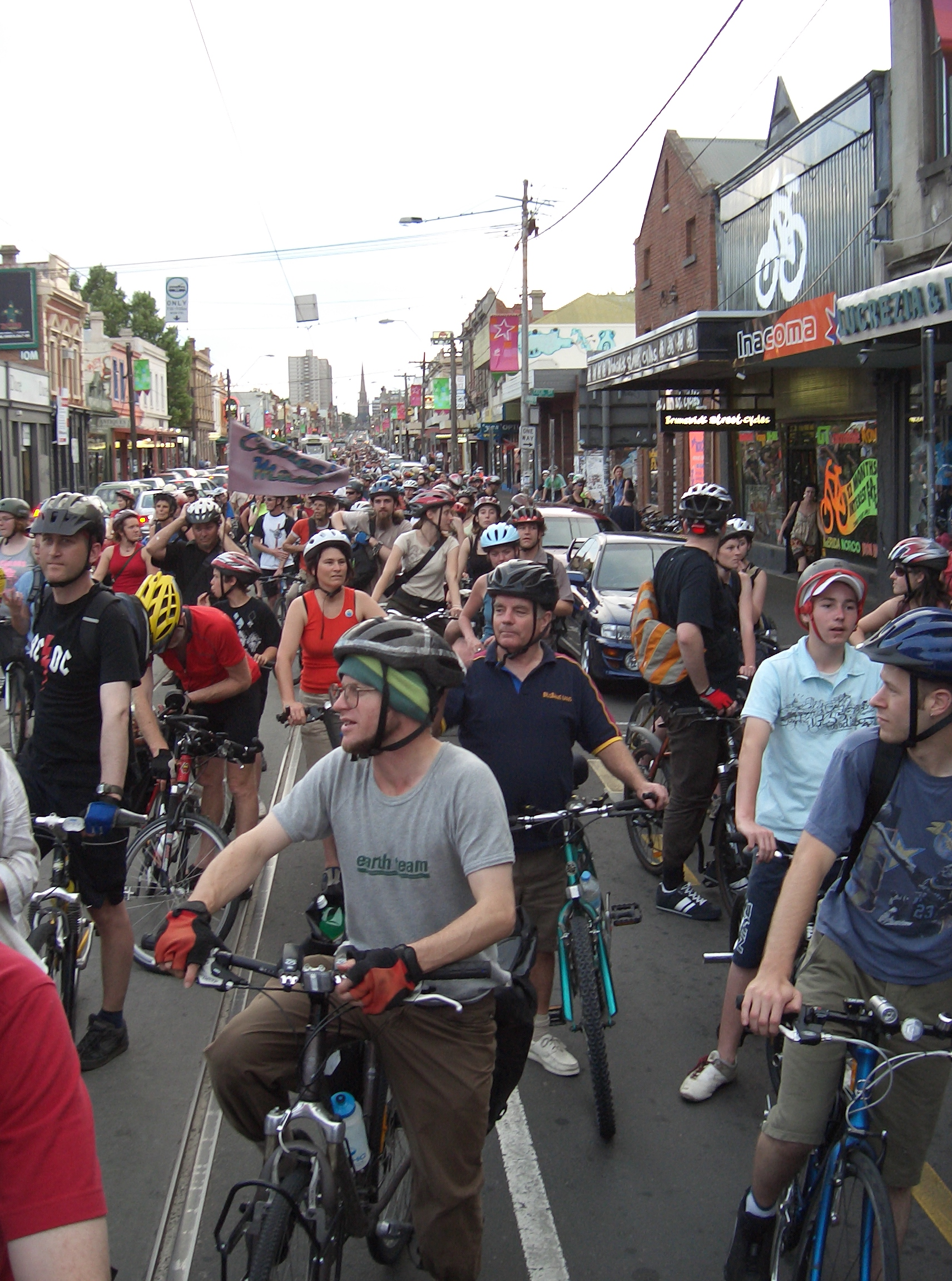
2005年11月，超過100名單車騎士在墨爾本參加10週年活動。

“單車臨界量”（Critical Mass）迅速成為世界各地類似活動代名詞，據估計目前有超過三百二十五個都市進行這樣子的活動。“臨界員”（Messer）通常用來形容那些時常參與這些活動的人們。

## 組織
單車臨界量和其他社會運動最大的不同點在於它的草根性（rhizomal非科層制）的組織，沒有任何領導或會員等地位的分別。某些地方的活動路線通常是由騎在前面的人隨機決定，有些則是出發前大致投票從預先準備好的路線影印傳單裡面做選擇。後者這個決定的過程稱之「影主制度」（xerocracy，影印機的代名詞Xerox與民主制度Democracy組合而成）－任何對於路線有意見的人可以自行製作地圖發給所有的騎士。不過大部分的騎士們仍然相當和諧地決定路線。這種非官方沒有組織的活動方式反而避免因為主辦單位決定訴求而產生侷限。此外也由於沒有活動單位，這個活動也不會產生組織運作資金上的問題。成功舉辦這個活動的唯一門檻是參與者的人數夠多，多到面積足以霸佔馬路，達到所謂的「臨界量」即可。紐約、加州、奧瑞岡的政府單位對這樣子缺乏核心組織的活動表達關切，擔心這個沒有領導的活動形式會難以約束個別的參與者。

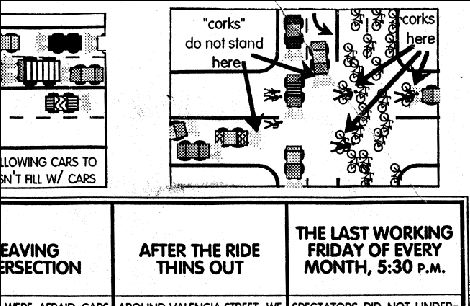
Joel Pomerantz製作，介紹其“交通軟木塞“的海報.

### 交通軟木塞
由於單車臨界量沒有固定的路線或活動許可，參與活動的臨界量成員們採用一種稱為「交通軟木塞」的技巧，用以維持隊伍的完整性。這個技巧基本上由幾位騎士擋住路口交通讓隊伍不受交通號誌的影響順利通過，這個技巧同時也發展出更多活動內容，包括騎過路口的時候繞個大圈，或者進行芝加哥霸王（Chicago hold-up）－在平常對自行車來說相當危險的路口處擋住交通，停下來舉起腳踏車歡呼的傳統項目。
然而批評者認為「交通軟木塞」這樣子的行動方式違反了單車臨界量「單車也是交通的一部份」這個基本價值，因為一般而言自行車使用道路時仍然需要依照規定遵守交通號誌。這個招式同時也往往造成汽車駕駛與騎士之間的衝突，由此造成的暴力事件與警方逮捕也時有所聞。

## 批評
在一些單車臨界量常態舉辦的城市，這項活動也通常飽受政府單位與汽車駕駛的批評。一些人認為這個活動的目的是用來完全阻擋汽車交通，妨礙正常都市交通運作，而活動參與者們也相當不公平地拒絕遵守其他交通工具用戶們必須共同遵守的交通規則。
歷年來單車臨界量的活動發生過不少衝突，例如曾經在舊金山，一群單車騎士們圍攻休旅車，刮花烤漆並拿單車砸破玻璃；在柏克萊發生過一名汽車駕駛刻意衝撞活動車隊，最後同樣引發騎士砸車的暴力事件。舊金山市市長加文·纽森（Gavin Newsom）於2007年4月公開呼籲參加單車臨界量的成員們必須好好自我約束，並指出這種攻擊行為對於提倡單車路權的活動只會產生負面影響。這個活動曾經發生幾次和政府單位之間的衝突。例如1997年舊金山的市長威利·布朗（Willie Brown）曾經主張管制單車臨界量，並且以逮捕或者取消單車路權當作威脅的手段。緊接著的活動吸引了七千名參與者，分頭騎上了非官方版的路線，造成當晚許多逮捕與衝突事件。

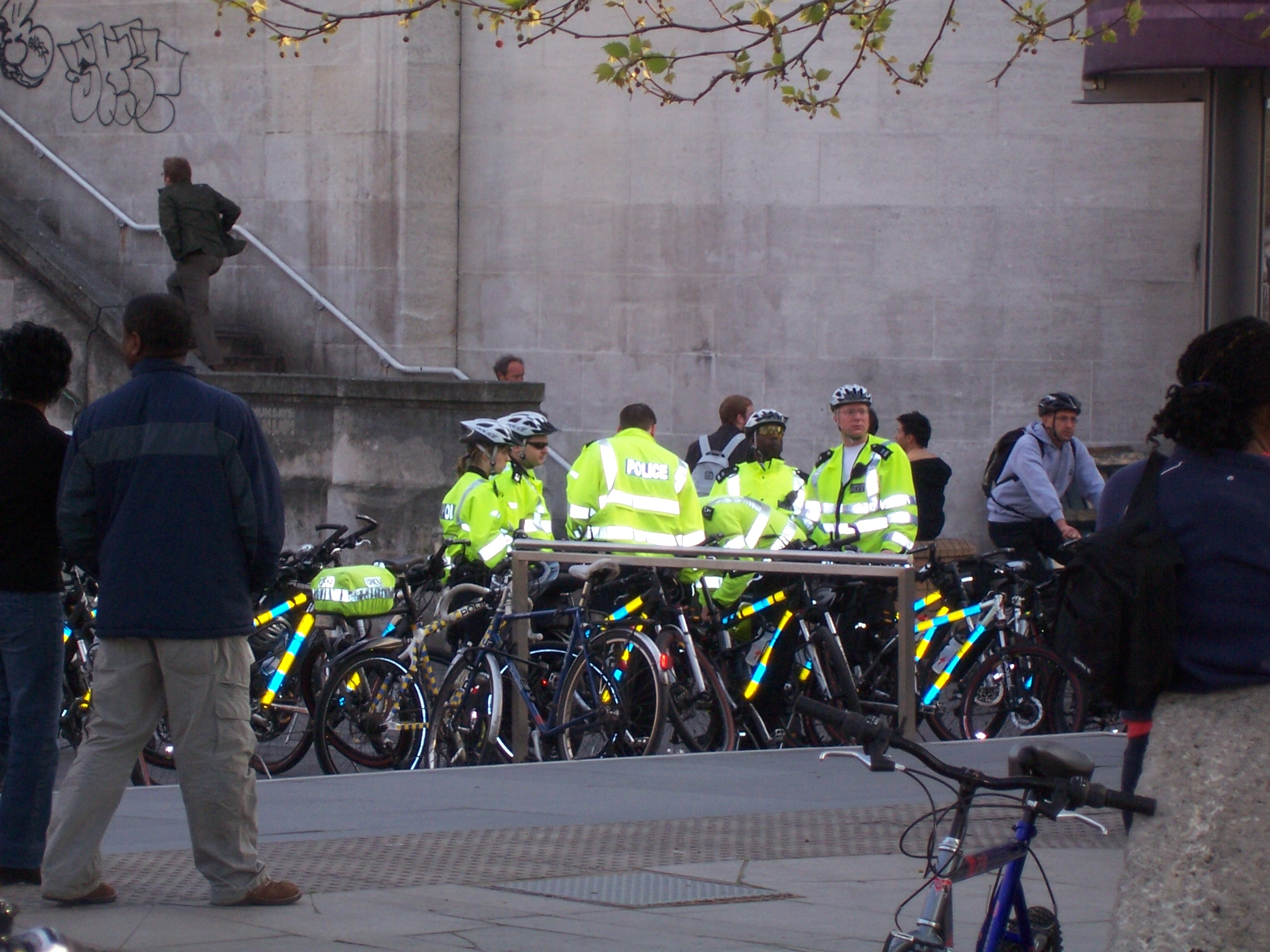
倫敦市區警察們等待活動的展開（2006年4月）。

## 自行車團體的反應
一些提倡單車通勤的團體認為單車臨界量這樣的活動可能反而會造成社會的反感；另外也有一些團體，例如舊金山單車協會（San Francisco Bicycle Coalition）即認為這樣子的活動能有效地為自行車的路權發聲。

## 單車守法臨界量
在舊金山，單車臨界量另外發展出一支稱為“單車守法臨界量”（Critical Manners）的單車上路活動，每個月的第二個星期五固定舉辦，唯一的不同點是所有活動的參與者都得遵守交通規則。

## 影響
雖然這個活動對交通環境的改善以及民意訴求的影響的看法不一，活動本身倒是激發了不少次文化。首先它的名字常常被廣告或其他活動拿來當素材。
1997年舊金山活動時發生的警民衝突也隨後帶動了「單車夏天」（Bike Summer）這個國際性的單車宣揚活動。活動的無政府組成模式也被引用到蘭德公司發表的白皮書《What Next for Networks and Netwars?》，認為這樣子的組織方式可以被運用在戰場上。此外關於活動的出版品諸如書籍、紀錄片、壁畫等也相繼問世。

## 台灣的單車臨界量

台灣 最早臨界量活動網站的設計。

在台灣，單車臨界量最早是由旅居台灣的外國民眾發起，不過活動紀錄在2000年之前即停止。此後開始出現較具規模的形式為2006年5月20日由高雄市單車社團長鬃山羊俱樂部發起的「單車免費早餐」，透過扮裝騎單車與送早餐的活動，鼓勵市民以單車通勤，並期許高雄市成為單車優先的友善城市。2006年內舉辦數次後，於2007年轉變為每月一次微笑單車上路活動。
台北市在2007年也有了草民版的Critical Mass，前身為「收復街道運動」(收復街道聯盟舊站/新站)，與PTT單車版和NGO連結。活動集結方式是透過微笑單車的Google群組討論以及微笑單車上路blog(不分城市)串連。微笑單車基本的精神與做法仿效單車臨界量，但是做法更加強調將單車融入整個都市交通的一環。
台灣的臨界量活動暫停了一陣子，直到2013年4月20日下午4點舉辦了一場全台都市串連的臨界量活動（台北市、新竹市、台中市、高雄市與屏東市）。目前台北市持續每個月最後一個星期五晚間7點30分，於市政府前廣場集合。相關的討論可以在Facebook的「台灣單車臨界量」找到。
稍早的活動詳見：
- 微笑單車上路－活動歷史回顧（页面存档备份，存于）

更多資訊請參考：
- 單車臨界量行動舞台（页面存档备份，存于）
- 參加微笑單車上路的六大原因（页面存档备份，存于）
- FAQ(常見問題集)（页面存档备份，存于）

## 照片

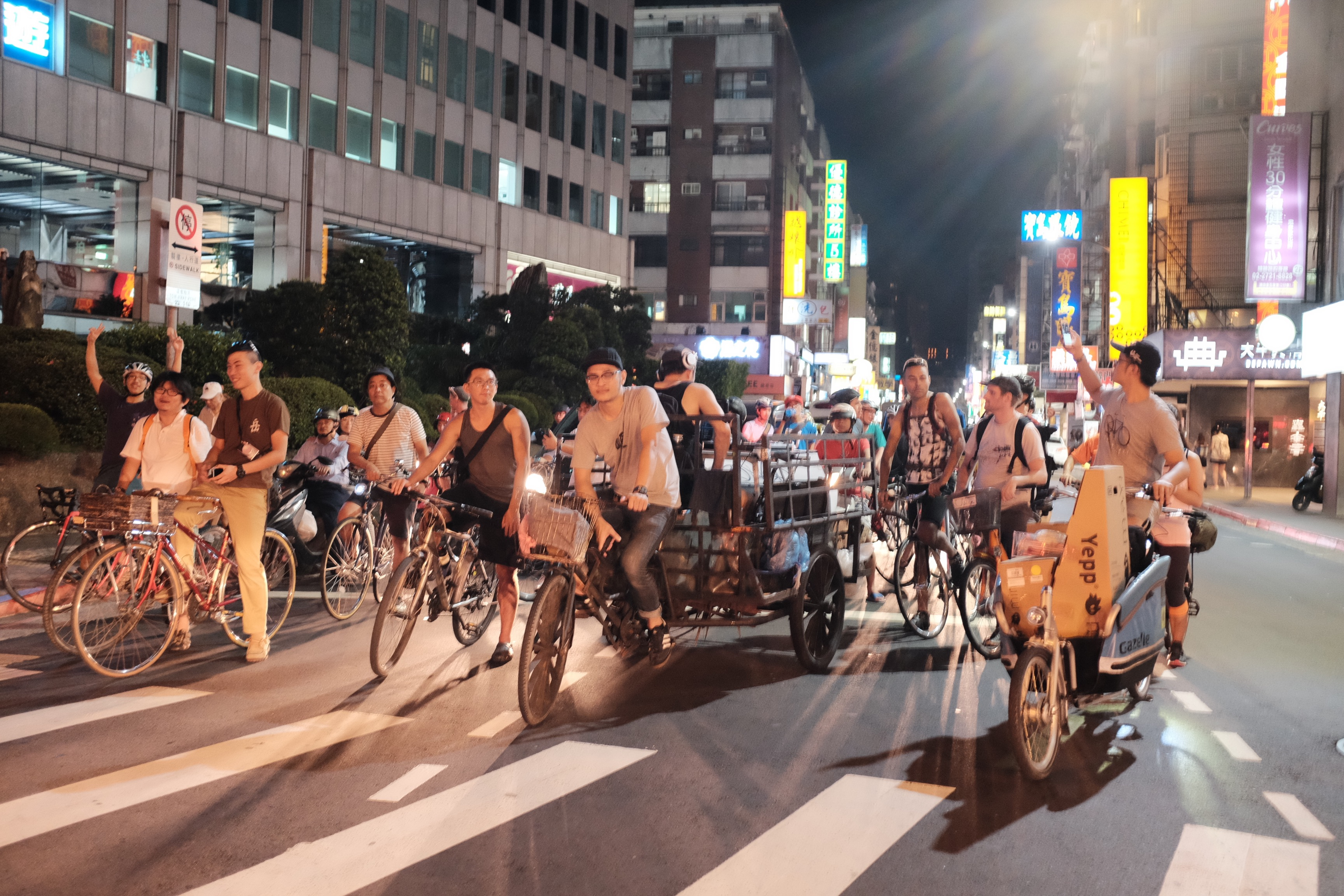
台北 市單車臨界量 的活動照片，2016年7月29日。
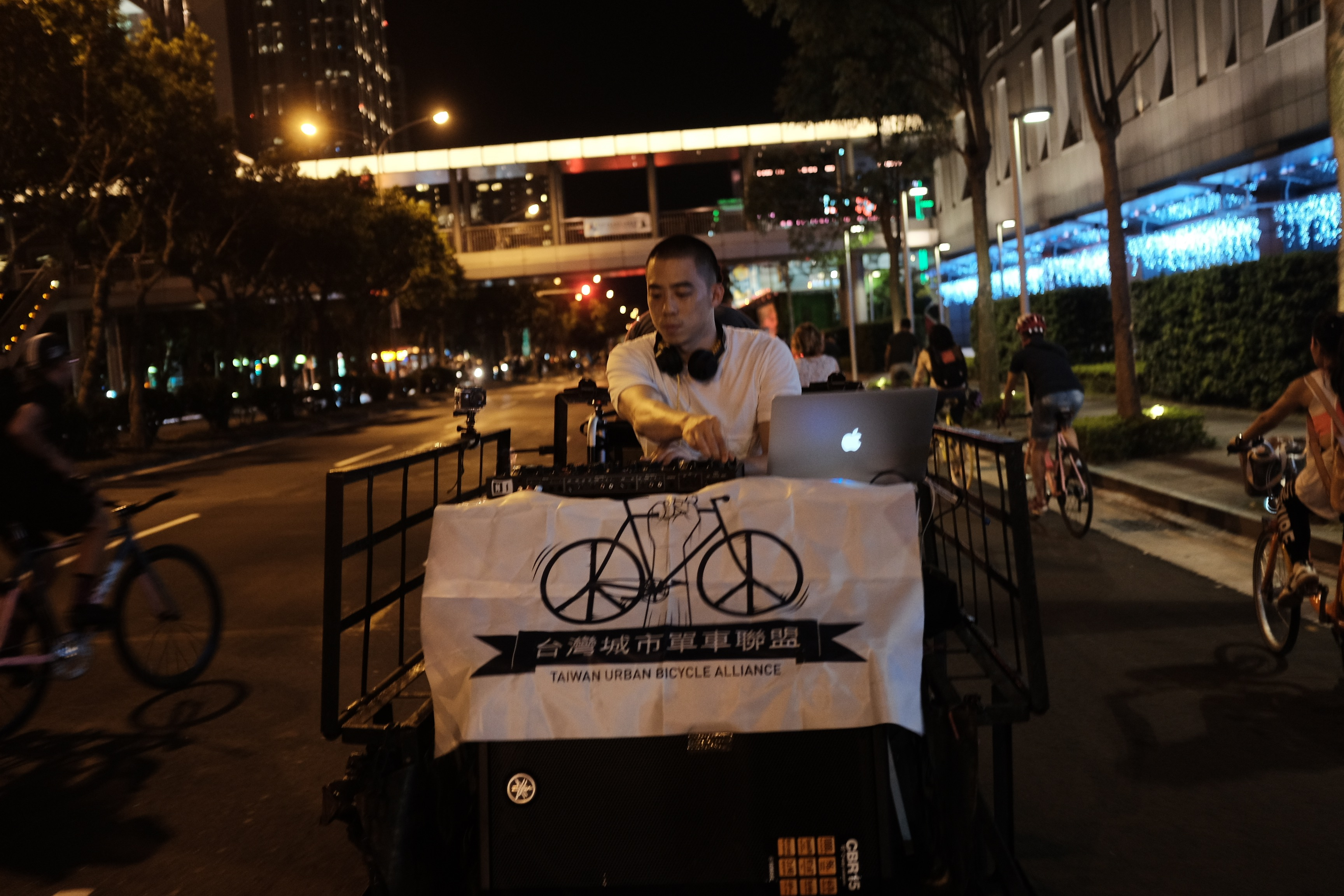
台北市單車臨界量的活動照片，2016年8月26日。
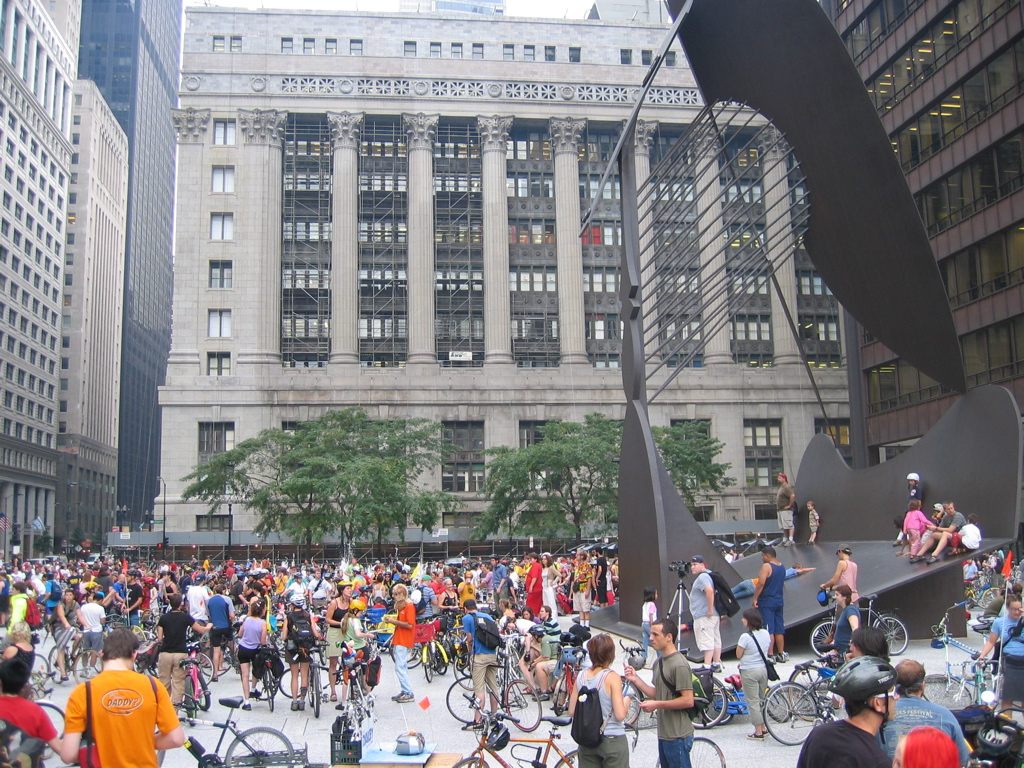
芝加哥的活動照片。
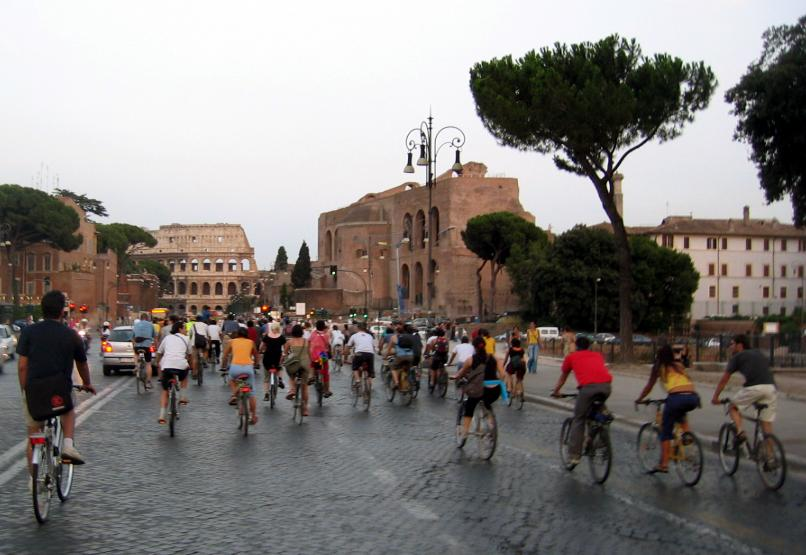
羅馬 的活動照片，2005年7月29日。
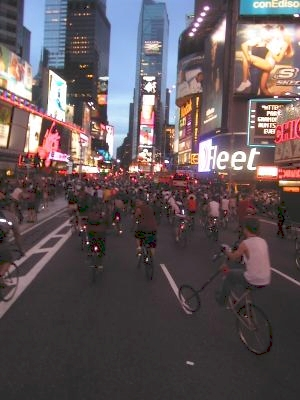
紐約時代廣場的活動照片，2004年7月30日。
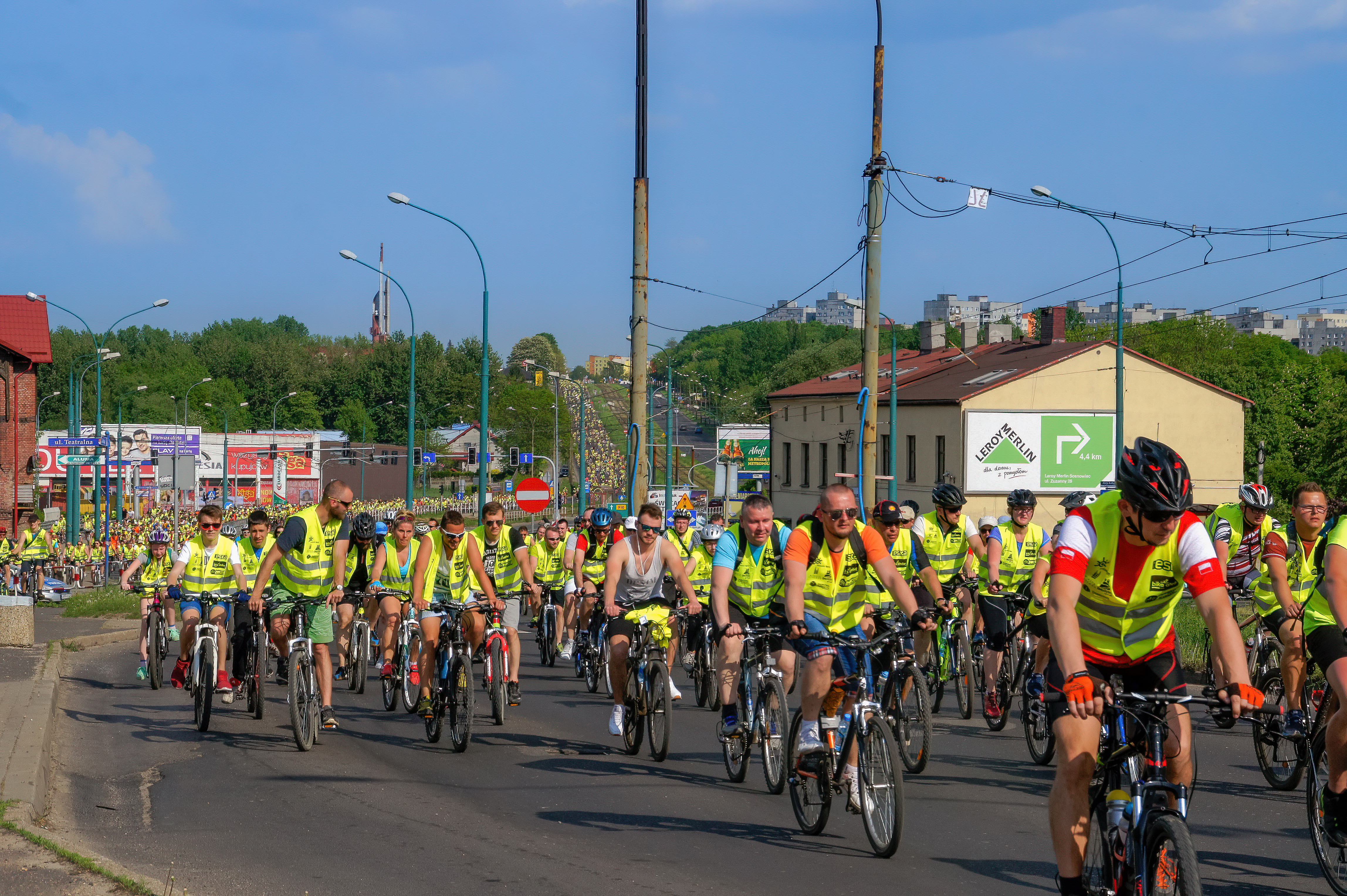
索斯诺维茨市單車臨界量的活動照片, 2018年5月3日。

## 相關連結
- Critical Mass.wikia.com（页面存档备份，存于）：一個由Wikia主持的wiki資訊網站
- Critical-Mass.info：各地活動指南 （定期更新）
- 單車臨界量歷史（页面存档备份，存于）
- You Never Bike Alone（页面存档备份，存于） 一部講述加拿大溫哥華自行車和自行車臨界量的紀錄片
- Times-up!（页面存档备份，存于）
- 微笑單車上路部落格（页面存档备份，存于）
- 微笑單車上路 Google 群組（页面存档备份，存于）